# Friedrich Trautwein
Friedrich Trautwein (Würzburg, 11 augustus 1888 - Düsseldorf, 22 december 1956) was een Duits elektro-akoesticus.

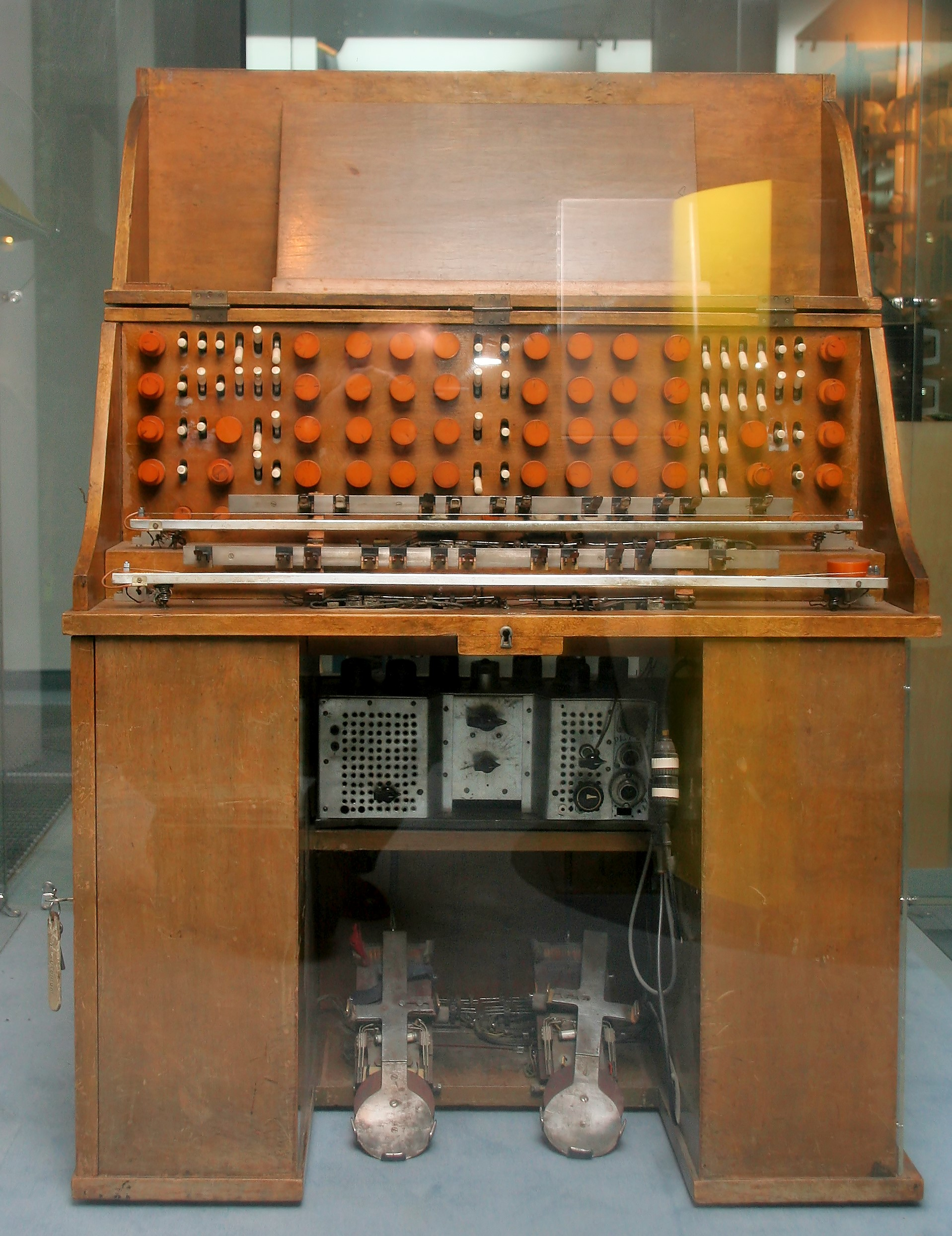
Een trautonium uit 1928.

## Levensloop
Trautwein was de uitvinder van het Trautonium, een elektro-akoestisch instrument. Dit instrument (een soort synthesizer) werd samen met Oskar Sala door hem verder uitgewerkt en later door Sala in productie genomen. De Duitse componist Paul Hindemith schreef diverse korte trio's voor drie trautoniums met drie verschillende stemmingen: bas, middenstem en hoge stem.
Trautwein doceerde van 1930 tot 1945 aan de Hochschule für Musik in Berlijn, en daarna aan het Robert-Schumann-Conservatorium in Düsseldorf.
Trautwein sympathiseerde met de nazi's tijdens de oorlog, wat hem in staat stelde zijn onderzoek en ontwikkeling inzake zijn vakgebied voort te zetten in oorlogstijd. Dit maakte hem wel tot een buitenbeentje in de muziek- en kunstgemeenschap na de oorlog.